# AT&T Stadium
AT&T Stadium, anteriorment Cowboys Stadium, és un estadi de futbol americà d'Arlington (Texas, Estats Units) i és la seu dels Dallas Cowboys, equip de l'NFL. Aquest estadi reemplaça l'antic Texas Stadium, que va servir com a seu per als Cowboys des del 1971 fins al 2008.
L'estadi va ser inaugurat pels Cowboys per primera vegada el 21 d'agost enfront dels Tennessee Titans en la segona jornada de la temporada 2009 de l'NFL. El seu primer partit oficial va ser el 20 de setembre enfront dels New York Giants en la segona jornada de la temporada regular. Les seves instal·lacions poden rebre 80.000 aficionats, amb la possibilitat d'ampliar-se fins a 100.000 seients.

## Història de l'estadi

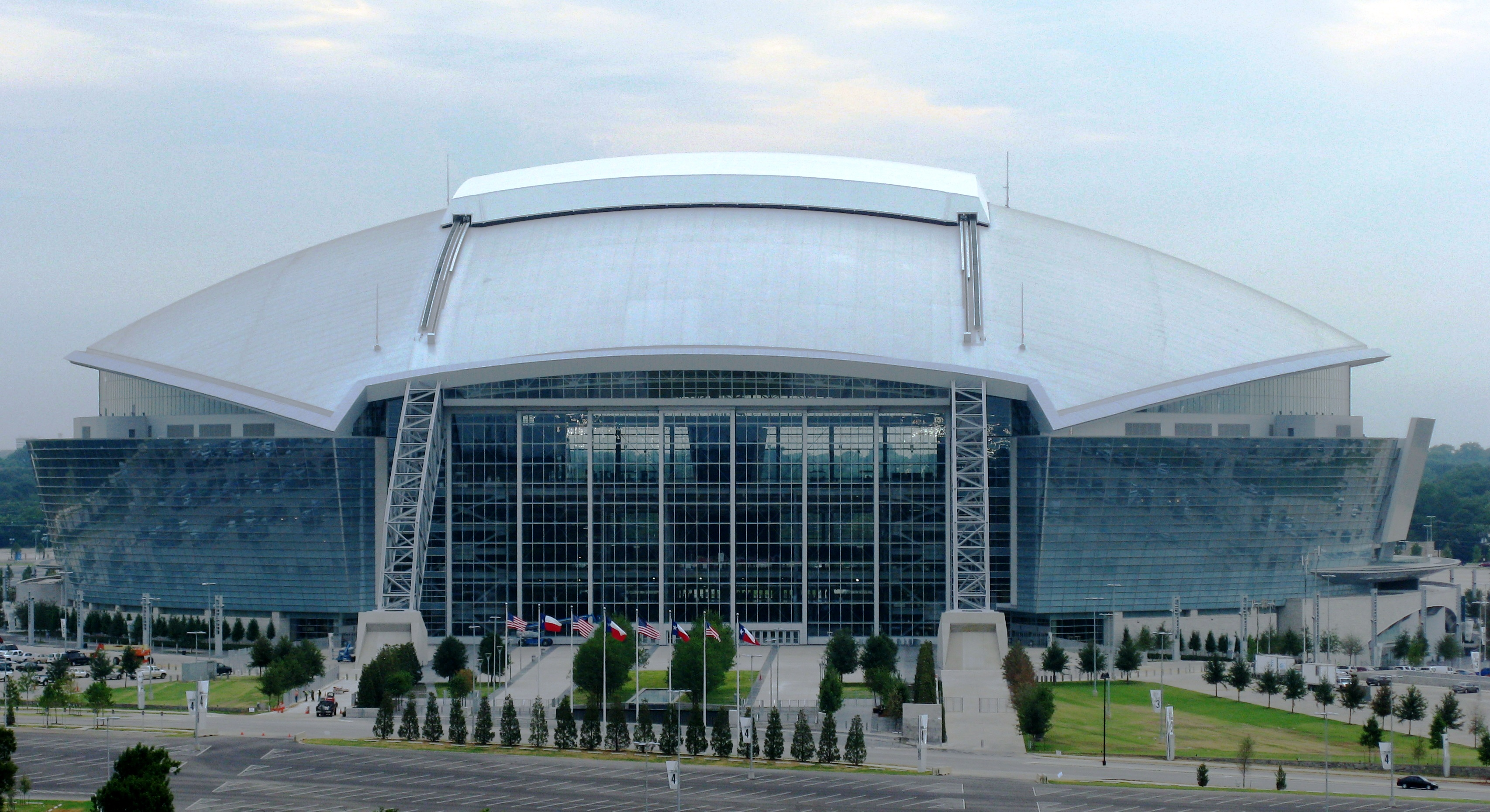
Imatge exterior

El Cowboys Stadium va ser dissenyat per la firma d'arquitectes HKS Inc establerta en l'àrea de Dallas. A més dels Cowboys, l'estadi serà utilitzat per a una gran varietat d'esdeveniments que inclouen futbol americà, a més de concerts i altres tipus d'esdeveniments no esportius. S'ha dit que el tradicional joc col del Cotton Bowl es mudarà a les noves instal·lacions del Cowboys Stadium a partir del 2010.
El cost original del projecte va ser de 650 milions de dòlars, però la quantitat final va ascendir a més de 1.150 milions de la mateixa moneda, convertint-lo en un dels recintes esportius més cars del món. Per ajudar a Jerry Jones, propietari dels Cowboys a ajuntar els diners necessaris per a la construcció, els ciutadans d'Arlington van votar a favor de la implementació d'impostos addicionals al consum en petits percentatges. El govern d'Arlington va aportar un total de 325 milions de dòlars i l'NFL un aproximat de 150 milions de dòlars com a part de la seva política de suport als equips per finançar nous estadis.
L'estadi encara no té un patrocinador amb els drets de nom, raó per la qual provisionalment porta el nom de l'equip local, però s'espera que en el futur alguna companyia adquireixi els drets del nom de l'estadi.
Molts aficionats han començat a referir-se al complex esportiu com a Jerry's World en referència al propietari de l'equip i alguns altres van suggerir que portarà el nom del primer entrenador de la franquícia: Tom Landry.

## Característiques tècniques
Un parell d'arcs de 91 metres d'alt i ancorats a terra per ambdós extrems de l'estadi travessen el dom complet de l'estructura. El nou estadi té també un sostre retràctil capaç d'obrir-se o tancar en un temps aproximat de nou minuts. També compta amb portes de vidre, aire condicionat i una enorme pantalla doble de LCD d'alta definició penjant per sobre del camp de joc. Les pantalles, de més de 1.075 metres quadrats, són les més grans del món en un recinte esportiu.